# Voo United Airlines 328
O Voo United Airlines 328 foi um voo doméstico regular de Denver para Honolulu, Havaí, Estados Unidos em 20 de fevereiro de 2021. O Boeing 777-222 operando a rota sofreu uma falha de motor aparentemente contida logo após a decolagem, que resultou em um campo de destroços de pelo menos 1 milha (1,6 km) de largura sobre o subúrbio Commons Park de Broomfield no Colorado e ao redor. A queda dos detritos do motor foram registrados por testemunhas usando câmeras de smartphone e uma dashcam.
O voo pousou com segurança, sem feridos ou mortos para os que estavam na aeronave ou no solo. Embora a aeronave pousasse com segurança, a falha do motor resultou em danos ao motor, incêndio no motor durante o voo e danos ao avião. O motor com defeito era um modelo turbofan Pratt & Whitney PW4000. A Administração Federal de Aviação imediatamente emitiu uma diretriz de aeronavegabilidade de emergência exigindo que os operadores dos EUA de aviões equipados com motores da série Pratt & Whitney PW4000 inspecionem as pás das turbinas desses motores antes de continuarem o voo. O Conselho Nacional de Segurança nos Transportes dos EUA está investigando o incidente com o motor da aeronave.